# Thomas John Cochrane
Sir Thomas John Cochrane (Londra, 5 febbraio 1789 – Isola di Wight, 19 ottobre 1872) è stato un ammiraglio scozzese.

## Biografia
Era il figlio dell'ammiraglio Sir Alexander Cochrane, e di sua moglie, Maria Cochrane, figlia di David Shaw e vedova di Sir Jacob Wheate.

## Carriera
Cochrane si unì alla Royal Navy nel giugno 1796. È stato nominato come  volontario di prima classe sulla HMS Thetis alla North America Station e, dopo essere stato promosso a guardiamarina, venne trasferito sulla HMS Ajax nella Channel Fleet all'inizio del 1800. Sulla HMS Ajax prese parte alle operazioni di sostegno esuli monarchici francesi a Quiberon nella primavera 1800, scortando le truppe a Belle Île nel maggio 1800 e prendendo parte alla Battaglia di Brión nell'agosto 1800, prima di far sbarcare le truppe in Egitto, in preparazione per la Battaglia di Alessandria, durante le guerre rivoluzionarie francesi.
Cochrane venne trasferito sul HMS Northumberland nei primi mesi del 1803. Il 14 giugno 1805 venne promosso a tenente e trasferito sul HMS Jason nelle Indie occidentali dove suo padre era in servizio come comandante in capo. Promosso a comandante il 24 settembre 1805, è diventato comandante della corvetta HMS Nimrod e del HMS Jason nel gennaio 1806. Promosso a capitano il 23 aprile 1806, ha catturato la nave HMS Favourite al largo delle coste della Guiana Olandese nel mese di gennaio 1807 e poi hanno partecipato alla cattura delle forze danesi al largo delle Isole Vergini nel dicembre 1807 durante le guerre napoleoniche. È diventato comandante del HMS Ethalion nel mese di ottobre 1808 e ha partecipato all'assedio della Martinica nel mese di febbraio 1809 e dell'arcipelago delle Îles des Saintes nel mese di aprile 1809. È diventato comandante del HMS Surprise nel mese di agosto 1812 e, prese parte all'incendio di Washington nel mese di agosto 1814. Nel giugno 1820 è diventato ufficiale comandante del HMS Forte.

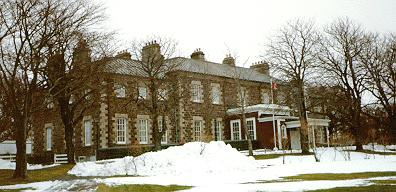
Government House a St. John's, costruita su iniziativa di Cochrane

### Governatore coloniale
Nel 1825 venne nominato primo governatore di Terranova. Diresse la costruzione della Government House, che da allora è designato come un sito storico nazionale del Canada. Divise la colonia in tre distretti giudiziari su ognuno dei quali istituì un tribunale maggiore e due tribunali minori, e si dedicò alla costruzione di strade. Nel 1832 venne introdotta una nuova costituzione e fu nominato come il primo governatore civile.
Cochrane fu eletto membro del Parlamento per il collegio di Ipswich nel luglio 1839. Continuò a essere secondo in comando della East Indies and China Station nel luglio 1841 durante la Prima guerra dell'oppio e, essendo stato promosso a contrammiraglio il 23 novembre 1841. Prese parte alle operazioni anti-pirateria in tutto il nord del Borneo tra cui la distruzione dei forti nel Brunei nel mese di luglio 1846. Fu promosso a viceammiraglio il 14 gennaio 1850 e divenne Comandante in capo, Portsmouth nel 1852. Promosso ad ammiraglio il 31 gennaio 1856, fu nominato vice-ammiraglio del Regno Unito il 16 maggio 1863 e poi promosso ad ammiraglio della flotta il 12 settembre 1865.

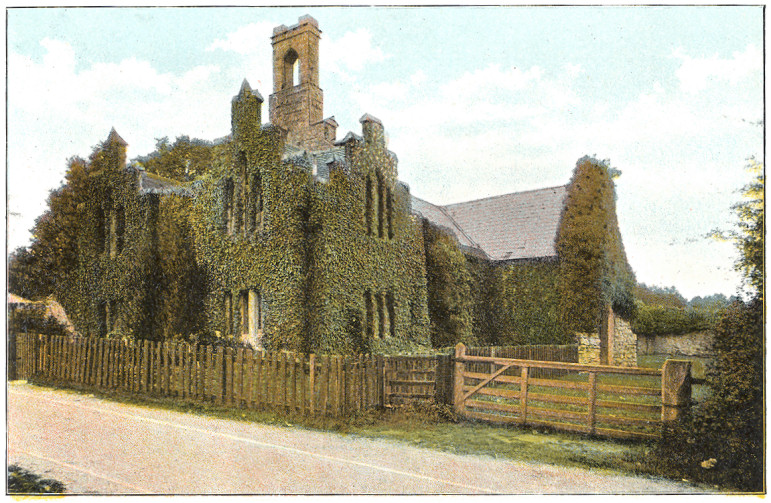
Quarr Abbey House.

## Matrimoni

### Primo Matrimonio
Sposò, il 6 gennaio 1812, Matilda Lockhart-Ross (?-4 settembre 1819), figlia di Charles Lockhart-Ross. Ebbero due figli:
- Maria Theresa Cochrane (?-16 settembre 1897), sposò in prime nozze Alexander Robert Sutherland, non ebbero figli, e in seconde nozze Thomas Scott, non ebbero figli;
- Alexander Baillie-Cochrane, I barone Lamington (24 novembre 1816-15 febbraio 1890).

### Secondo Matrimonio
Sposò, l'8 gennaio 1853, Rosetta Wheeler-Cuffe (?-27 maggio 1901), figlia di Jonah Wheeler-Cuffe. Ebbero due figli:
- Anne Annette Minna Cochrane (?-6 gennaio 1943);
- Thomas Henry Belhaven Cochrane (24 novembre 1856-31 marzo 1925), sposò in prime nozze Lady Adela Rous, ebbero un figlio, e in seconde nozze Beatrice Knight, ebbero un figlio.

## Morte
Morì il 19 ottobre 1872 a Quarr Abbey House, Isola di Wight, ed è stato sepolto nel mausoleo di famiglia al Kensal Green Cemetery.